# Fondation Beyeler

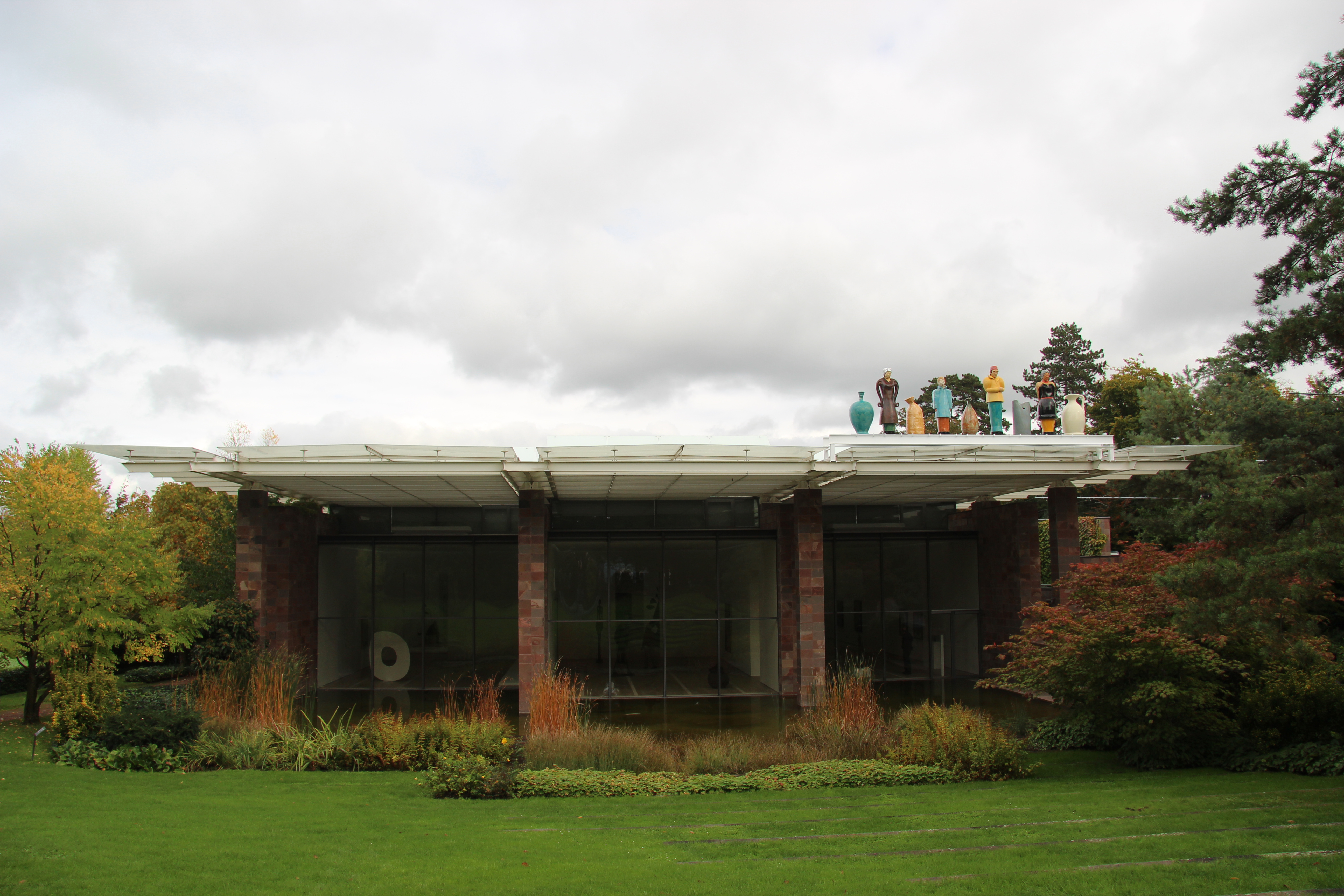
Museum 'Fondation Beyeler' (oktober 2013)

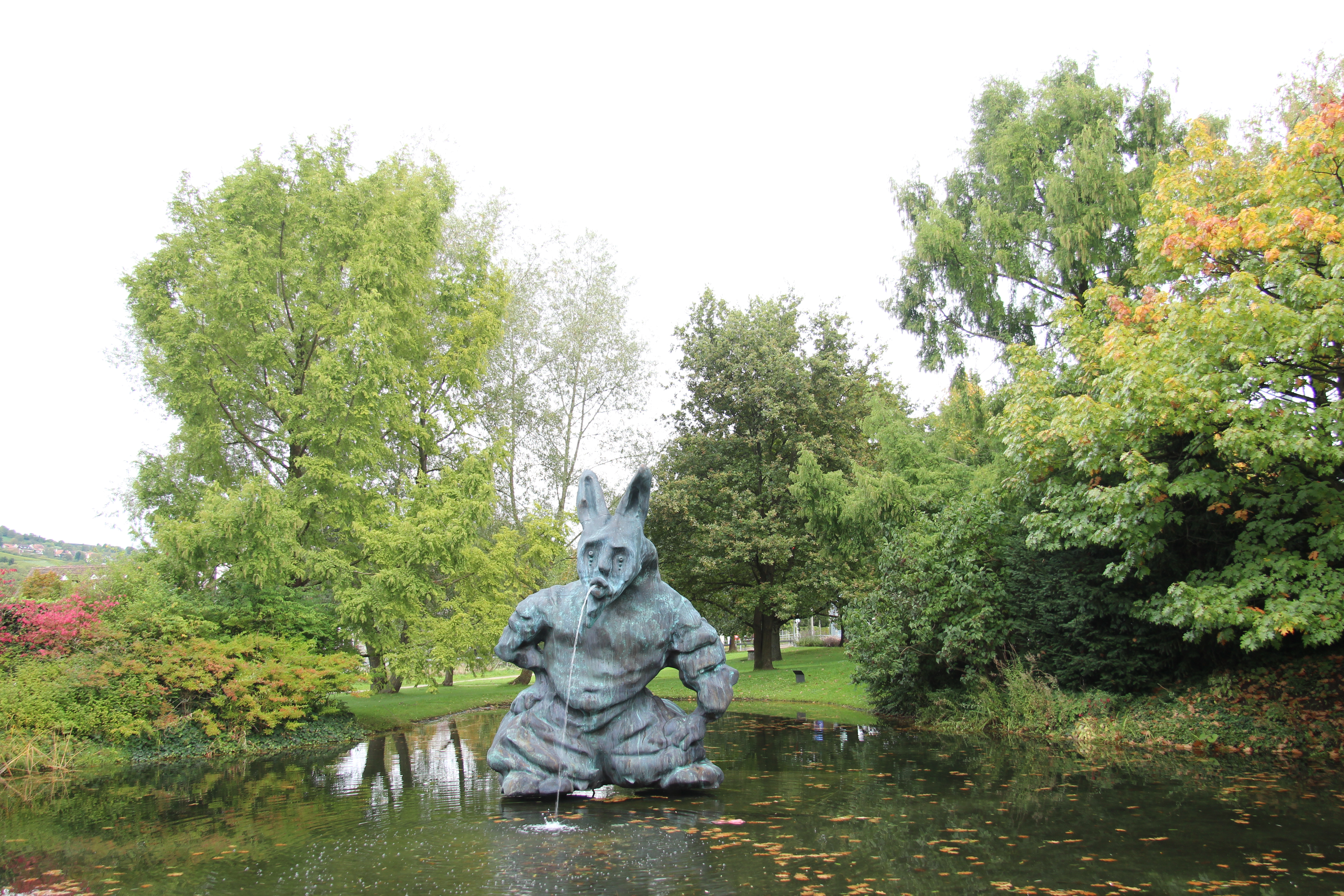
'Hase' van Thomas Schütte in de tuin van Fondation Beyeler (oktober 2013)

Fondation Beyeler is een museum voor moderne kunst dat op 21 oktober 1997 werd geopend in Riehen, vlak bij Bazel in Zwitserland. Het gebouw werd ontworpen door de architect Renzo Piano.
Gedurende een periode van 50 jaar legde het Zwitserse echtpaar Ernst Beyeler (1921-2010) en Hildy Kunz (1922-2008), naast de activiteiten in hun galerie, een kunstverzameling aan van representatieve werken van de moderne meesters.
De collectie omvat ongeveer 200 kunstwerken van kunstschilders uit diverse Europese stromingen, onder wie:
- Edgar Degas
- Claude Monet
- Paul Cézanne
- Vincent van Gogh
- Pablo Picasso
- Paul Klee
- Andy Warhol
- Roy Lichtenstein
- Francis Bacon

Bovendien bevat de collectie een 25-tal primitieve kunstwerken uit Afrika, Oceanië en Alaska.
In 1982 werd de kunstverzameling door het echtpaar Beyeler overgedragen aan een stichting. Delen ervan werden in 1989 voor het eerst publiek tentoongesteld in het Museo Nacional Centro de Arte Reina Sofía in Madrid.

## Tentoonstellingen
- Constantin Brâncuși & Richard Serra (2011)
- Dalí, Magritte, Miró – Surrealismus in Paris (2 oktober 2011 - 29 januari 2012)
- Pierre Bonnard (29 januari - 13 mei 2012)
- Edgar Degas (30 september 2012 - 27 januari 2013
- Ferdinand Hodler (27 januari - 26 mei 2013)
- Collection Renard (9 maart - 5 mei 2013)
- Max Ernst (26 mei - 8 september 2013)
- Maurizio Cattelan (8 juni - 6 oktober 2013)
- Thomas Schütte (6 oktober 2013 - 2 februari 2014)
- Nordlichter (26 januari - 25 mei 2025)[1]